# モニ太
モニ太とは、福岡県を放送対象地域とする、テレビ東京系列（TXN）のテレビ局・TVQ九州放送のイメージキャラクター。

## 概要
創立15周年記念として2005年4月1日より、それまで使用していた宇宙人の「ミチャリー」とロボットの「キーテン」に代わって登場。
容姿は、犬をモチーフにしており、顔の部分がテレビの形になっていて頭の上にはアンテナがついている。体の胸の部分にはスイッチが付いている。胸の赤いボタンを押すと、顔にテレビが映ったり、頭のてっぺんの黄色いアンテナから電波を受信したりできるという。

## プロフィール
- 誕生日：2005年4月1日
- 出身地：博多区住吉 （TVQ福岡本社の近所とのこと）
- 性別：オス
- 趣味：おでかけ
- 特技：変装
- すきな食べ物：ロールケーキ、もつ鍋

## テレビ東京系列局のキャラクター
- 「らっぴぃ」 （テレビ北海道）
- 「ナナナ」（テレビ東京）
- 「たこるくん」（テレビ大阪）
- 「といろちゃん」（テレビ愛知）
- 「ななちゃん」（テレビせとうち）

## 在福他局のマスコットキャラクター
- テレビ西日本：「てれビー」
- 九州朝日放送：「ミセタカ!」
- RKB毎日放送：「ももピッ!」
- 福岡放送：「ゆめんた」